# La Rectoria (Gelida)
La Rectoria és una casa historicista de Gelida (Alt Penedès) protegida com a Bé Cultural d'Interès Local.

## Descripció
Edifici entre mitgeres que configura una part de la plaça de l'Església. Consta de planta baixa i un pis, amb terrat superior. La façana és de quatre paraments. Totes les obertures presenten arcs de mig punt, amb arquivoltes. El llenguatge emprat en aquesta obra és l'historicisme.

## Història
L'edifici de la Rectoria va ser bastit l'any 1881, d'acord amb el projecte de Laureà Arroyo i Velasco, que es conserva encara a la rectoria.